# Петраускас Гелен
Ге́лен Петра́ускас, до шлюбу Сливінська (англ. Helen Petrauskas, *1944, Львів — 8 березня 2006, Девісбург) — американська підприємиця українського походження. Віцепрезидентка відділу техніки безпеки та охорони довкілля «Форд Мотор Компані» (з 1983 року), Виконавча директорка Ford Motor Co. Добилася введення подушки безпеки в базову комплектацію автомобіля.

## Біографія
Народилася у 1944 році у Львові, Україна, сім'я Петраускас втекла з комуністичної країни, коли їй було лише три дні. Вона із сім'єю провели три роки на австрійській фермі, перш ніж розпочали свою подорож до Америки.
Була активною у громаді детройтських українців. Зазначала, що головним прикладом у житті були її батьки. Вони ніколи не скаржились на життя і завжди зберігали ентузіазм та віру в краще. «Що мені найбільше запам'яталося в ті роки, був приклад, який подавали мої батьки», — сказала колись Петраускас.
Петраускас здобула ступінь бакалавра математики та юридичну освіту в Університеті Уейна в Детройті.
З 1971 року почала працювати у Форда — в Офісі генерального консультанта з питань охорони довкілля.
В 1977-79 рр. — помічниця директора з цих же питань та сертифікації економії палива.
З 1980 р. — директорка Служби автомобільних викидних газів та економії палива.
Докторка Г. Петраускас працювала у різних організаціях, у тому числі Раді США з альтернативного палива, Раді опікунів Регіонального центру з питань довкілля в Центральній та Східній Європі (Будапешт, Угорщина). Також вона — старша штатна співробітниця Президентської ради з якості довкілля.
Петраускас була однією з перших жінок, яка просунулася по службових званнях і стала віцепрезиденткою в 1983 році. Стала і першою жінкою на такій посаді і, зрештою, наймолодшою з віцепрезидентів за всю історію «Ford». Петраускас могла знайти спільну мову між урядом та промисловістю.
У 2000 році Петраускас була визнана однією із 100 провідних жінок в автомобільній галузі за версією Automotive News. Після виходу на пенсію вона займала посаду в корпоративному правлінні La-Z-Boy Inc. в Монро, штат Мічиган. Петраускас звільнилася з Ford у 2001 році з посади віце-президента з питань охорони навколишнього середовища та безпеки. Вона працювала в автовиробництві 30 років.
Протягом свого останнього курсу у Ford Петраускас виступала з публічними запитаннями про кризу перекидання шин Ford Explorer-Firestone.
Виконавча директорка Ford Motor Co. Гелена Петраускас померла пізно в середу, 8 березня 2006 року, в Мічигані після боротьби з раком, у 61 рік.
Залишилися чоловік Раймонд, дочка Лаура, онучка Олександра Гелен Дітце та брат Марк Сливинський.
«Хелен була чудовою дамою, яка вміла працювати з людьми на всіх рівнях організації», — сказав Гарольд «Ред» Полінг, колишній голова та генеральний директор Ford Motor Company. «Вона мала чудові стосунки з чиновниками у Вашингтоні, що суттєво допомогло компанії у взаємодії з регуляторними органами».
Протягом життя Петраускас ніколи не забувала свого коріння. На додаток до безлічі інших посад, вона працювала представницею США в Опікунській раді Регіонального екологічного центру для Центральної та Східної Європи в Будапешті (Угорщина). Вона також працювала старшою співробітницею Ради Президента з питань якості довкілля. Також долучилася до створення Львівського інституту менеджменту в Україні.

## Лобіювання подушок безпеки
Подушки безпеки, винайдені ще у 1950-х, мали достатньо очевидних переваг. Утім, на масовий ринок така система безпеки вийшла лише на початку 90-х, переживши брудні піар-кампанії та корупційні домовленості на найвищих політичних рівнях.
Першою за вдосконалення подушок безпеки взялася компанія «General Motors» — провідний американський виробник автомобілів. Ця компанія хотіла на законодавчому рівні ввести нові стандарти безпеки та змусити всіх гравців впроваджувати технологію. Компанії «Ford» ідея не подобалась, адже йшлося про надмірні витрати, зростання вартості автомобіля та зниження продажів. Дійшло навіть до того, що 1971 року вище керівництво «Ford» таємно зустрілося з президентом Ніксоном і переконало відтермінувати закон, який зобов'язував увести подушки безпеки з 1973 року. Ніксон підтримав ідею, адже не бачив у них сенсу, за його словами, було достатньо й ременів безпеки зі світловим індикатором. Про цю домовленість стане відомо під час Вотергейтського скандалу.
У 1971 році Гелен Петраускас приєдналася до компанії Ford у якості штатної адвокатки з питань викидів та безпеки.
Тим часом у «Дженерал Мотор» відбулася зміна керівництва: новий топ-менеджент — заморожує введення подушок безпеки через низький попит у клієнтів. Здавалось, якщо вже такий гігант відмовився від ідеї, то це червоне світло для всієї галузі.
Але й Форд чекали зміни в керівництві. Гелен Петраускас мала суттєву перевагу — дві освіти: юридичну та хімічну. Це незвичне поєднання забезпечило їй приголомшливу кар'єру в автоконцерні. Їй знадобилося всього 12 років, аби 1983 року отримати посаду віцепрезидентки компанії з техніки безпеки та охорони довкілля. І головне — саме вона стала натхненницею ідеї ввести подушки безпеки в базову комплектацію.
1983 року серед 40 тисяч смертельних аварій тільки у 2 % випадків постраждалі користувалися ременями безпеки. Попри жахливу статистику несподіваним противником нововведення став і наступний президент — Рейган. Він переніс обов'язкове впровадження подушок з 1983 аж на 1989 рік, мовляв, співвідношення витрат на нові технології і переваг у порятунку життя не співмірне. Незабаром Верховний суд відхилив рішення президента.
Скепсис президента не спинив Петраускас. Вона знала, як говорити з політиками, і переконала уряд придбати 5 тисяч автомобілів «Ford» із вбудованими подушками та пасками безпеки. Крім того, домовилася продати приватним та державним компаніям ще стільки ж машин, аби легше було відстежувати статистичні дані щодо ситуацій з автомобілями з новою системою безпеки. План спрацював. З роками міфи про подушки, які начебто спрацьовують у невідповідний момент, є ненадійними і надто дорогими, почали розвінчуватися. Чимало американців обирали подушки замість ременів безпеки. Юридичні війни тривали. Відтак Департамент транспорту США висунув нові вимоги: поступово укомплектовувати наступні моделі подушками безпеки: 10 % автомобілів 1987 року випуску, а з 1990-го вийти на 100 %. До 1990 року «Форд» пообіцяв випустити до мільйона машин з подушками, а «Дженерал мотор» — 500 тисяч.
У березні 1990 року у США сталася аварія двох автомобілів — «лоб в лоб», у кожній з яких спрацювали подушки безпеки, і обидва водії залишились живими. Це стало найкращою рекламою системи безпеки, за впровадження якої боролися 20 років.